# Корошка Бела
Корошка Бела (словен. Koroška Bela) — поселення в общині Єсеніце, Горенський регіон, Словенія. Висота над рівнем моря: 595 м.